# Jakubova Voľa
Jakubova Voľa est un village de Slovaquie situé dans la région de Prešov.

## Histoire
Première mention écrite du village en 1314.

## Démographie

### Évolution de la population
| Année:               | 1994. | 2004.   | 2014.   | 2024.   |
| -------------------- | ----- | ------- | ------- | ------- |
| Nombre de personnes: | 407   | 394     | 420     | 397     |
| Différence:          |       | -3,19 % | +6,59 % | -5,47 % |

| Année:               | 2023. | 2024.   |
| -------------------- | ----- | ------- |
| Nombre de personnes: | 393   | 397     |
| Différence:          |       | +1,01 % |